# Johan-Paul van Limburg Stirum
Pour les autres membres de la famille, voir Maison de Limburg Stirum.

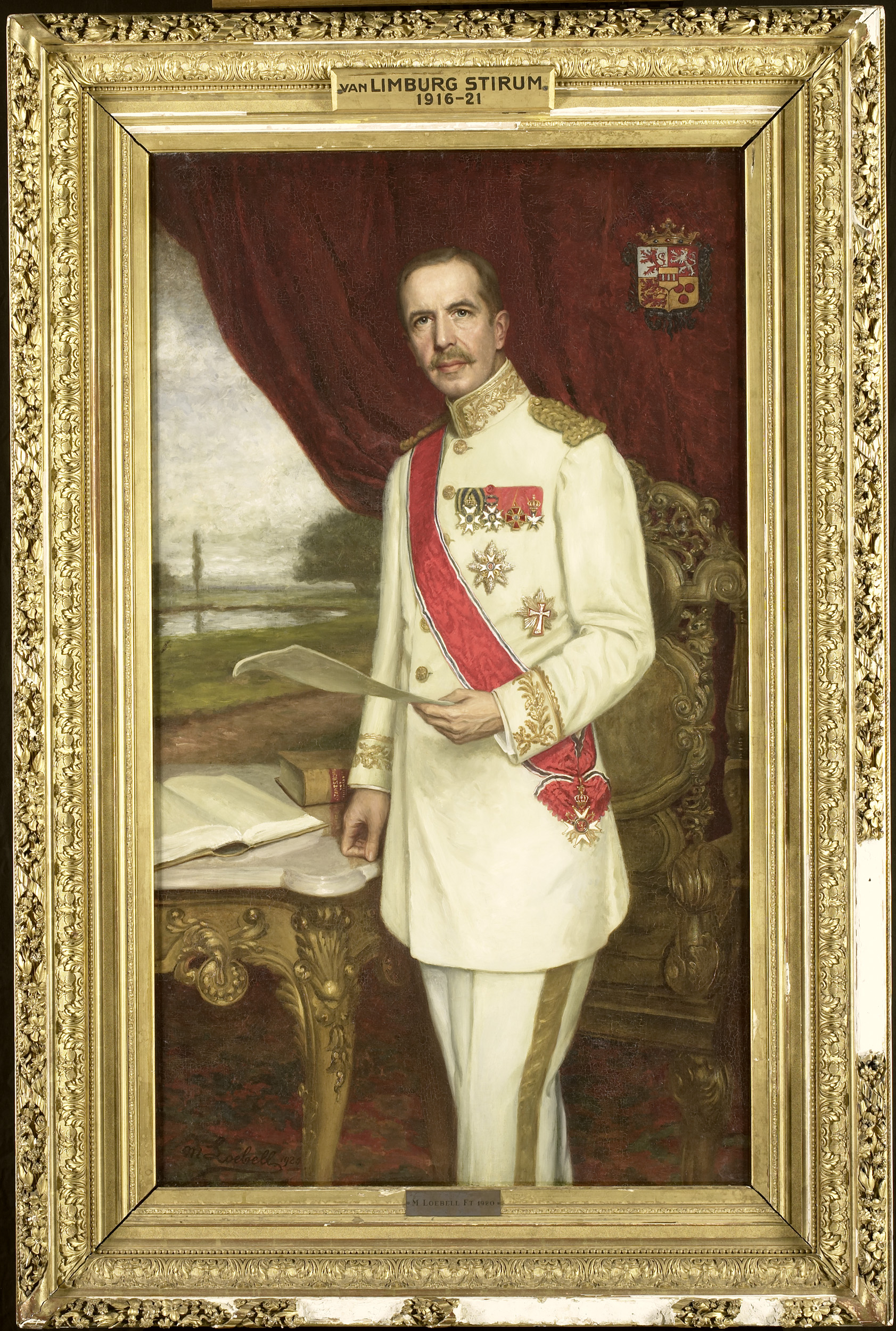
Johan Paul Graaf van Limburg Stirum (1873-1948). Gouverneur-général des Indes orientales néerlandaises de 1916 à 1921

Le comte Johan-Paul van Limburg Stirum, né à Zwolle le 2 février 1873 et mort à La Haye le 17 avril 1948, est un diplomate et homme politique néerlandais, membre de la Maison de Limburg Stirum, qui fut gouverneur général des Indes néerlandaises de 1916 à 1921.

## Biographie

### Carrière politique
Johan-Paul van Limburg Stirum fit rapidement carrière dans la diplomatie, après avoir été ambassadeur en Chine et en Suède, il fut nommé gouverneur-général des Indes orientales néerlandaises en 1916. Il contribua au développement économique, ainsi qu'à une plus grande autonomie de la colonie. Il développa entre autres les compétences du Volksraad.
Après son départ des Indes orientales néerlandaises en 1921, il fut nommé ambassadeur en Égypte puis en Allemagne à partir de 1925. Il conserva le poste d'ambassadeur à Berlin jusqu'en 1936. 
En 1934, grâce à son intervention, il sauva son neveu Fritz Günther von Tschirschky d'une mort certaine.
Lors de son mandat, il afficha une très grande hostilité au National-socialisme et refusa catégoriquement de rencontrer Hitler et des politiciens affiliés au NSDAP. Il fut ambassadeur à Londres de 1936 à 1939. 

## Fonctions et mandats
- Ambassadeur en Chine
- Ambassadeur en Suède
- Gouverneur général des Indes néerlandaises : 1916-1921
- Ambassadeur en Égypte : 1921-1925
- Ambassadeur en Allemagne : 1925-1936
- Ambassadeur au Royaume-Uni : 1936-1939

## Distinctions
- Grand officier de l'ordre d'Orange-Nassau
- Commandeur de l'ordre du Lion néerlandais

## Sources
- Mr. J.P. graaf van Limburg Stirum, Parlement & Politiek

- Ressource relative aux beaux-arts :   - National Portrait Gallery
- Notices dans des dictionnaires ou encyclopédies généralistes :   - Biografisch Woordenboek van Nederland
  - Biografisch Portaal van Nederland
  - Deutsche Biographie
- Notices d'autorité :   - VIAF
  - ISNI
  - BnF (données)
  - LCCN
  - GND
  - Pays-Bas
  - WorldCat